# Shardikrücken
Der Shardikrücken ist ein rund 2000 m hoher Gebirgskamm im ostantarktischen Viktorialand. In der Explorers Range der Bowers Mountains ragt er nordöstlich des Mount Hager auf.
Wissenschaftler der deutschen Expedition GANOVEX III (1982–1983) nahmen seine Benennung vor. Namensgeber ist der Roman Shardik des britischen Schriftstellers Richard Adams aus dem Jahr 1974.